# حارية إفريقية
حارية أفريقية (الاسم العلمي: Echis  ocellatus) (بالإنجليزية: African Saw-scaled Viper, West African Carpet Viper)‏ هي نوع من الثعابين تتبع جنس الحارية من فصيلة الأفاعي.